# Гет Гаутен (стадіон)
Гет Хаутен (нід. Het Houten) — колишній домашній стадіон нідерландського футбольного клубу «Аякс» (Амстердам) з 1907 по 1934 рік.
Перший справжній стадіон, на якому команда грала, був побудований з потреби почесним членом клубу Дааном Руденбургом. У зв'язку з плануванням міста та житловою забудовою, що відбувалася на полі клубу в Амстердамі-Норд, два доступні поля були розташовані на Мідденвег у Ватерграафсмер, Амстердам-Ост. Розташована на польдері, нова локація запропонувала розташування набагато ближче до центру міста. Спочатку стадіон був без трибун, роздягалень і водопроводу, тому зручності надавалися в кафе «Brokelmann» через вулицю.